# 博爾米達迪斯皮尼奧河

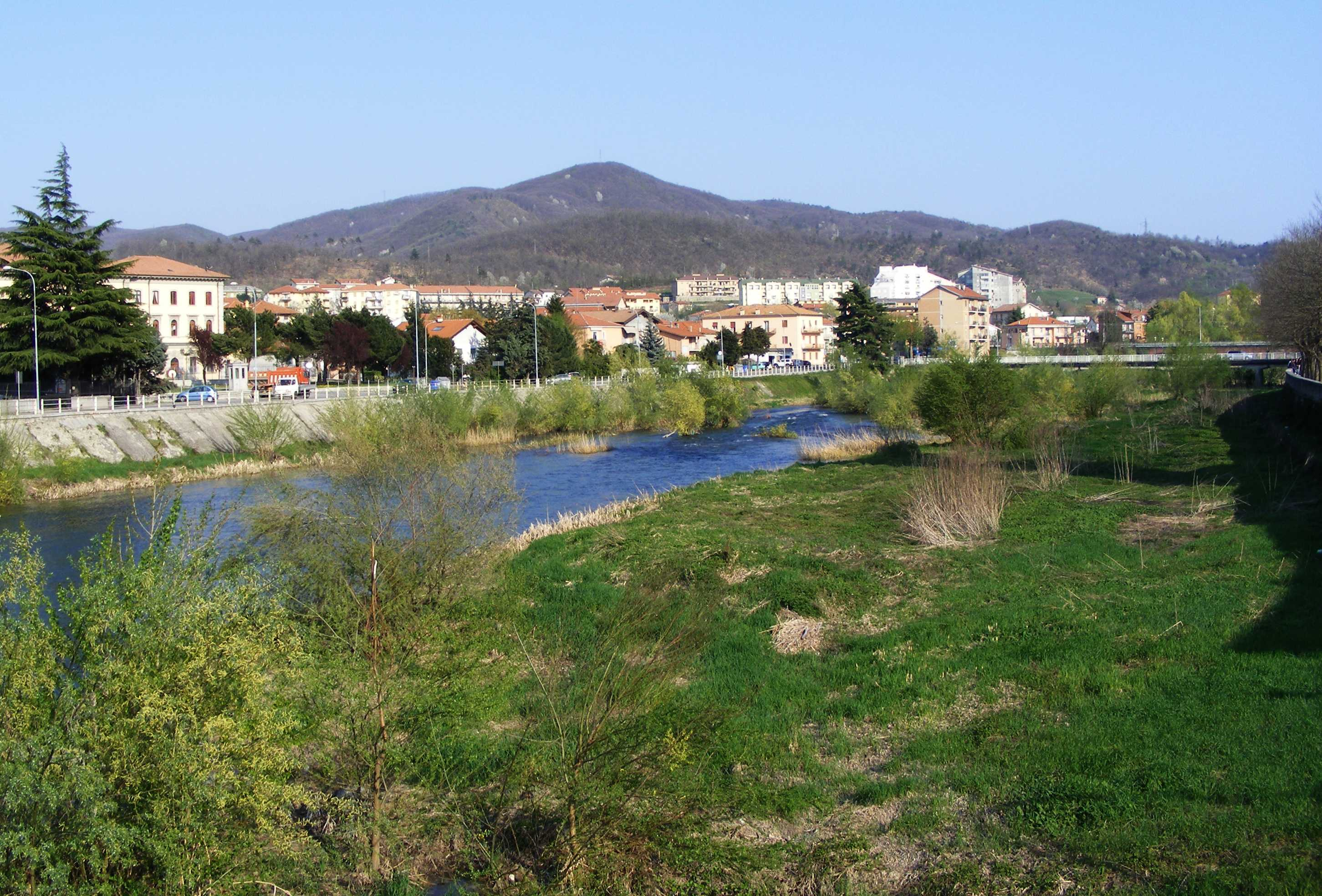

博爾米達迪斯皮尼奧河（義大利語：Bormida di Spigno，意为“斯皮尼奥的博爾米達河”）是意大利的河流，位於該國西北部，流經利古里亞和皮埃蒙特大區，屬於博爾米達河的支流，河道全長80公里，流域面積448平方公里，平均流量每秒9立方米，河口處在比斯塔尼奧附近。
44°40′N 8°20′E / 44.667°N 8.333°E